# Mélite
 (décembre 2024).
Pour les articles homonymes, voir Melite (homonymie).
Mélite, ou les fausses lettres est une comédie en cinq actes et en vers écrite par Pierre Corneille en 1625 représentée pour la première fois en décembre 1629 au jeu de paume de Berthaud par la troupe de Montdory. Avec cette pièce, Corneille crée un nouveau genre théâtral, la comédie de mœurs, qui rompt avec la farce grossière et bouffonne en vogue à l'époque.

## Argument
Résumé :
Éraste, un jeune homme d’une vingtaine d’années, est amoureux de Mélite et en fait par à son ami Tircis. Mais Éraste envie les sentiments que cette dernière a pour Tircis, il monte donc un stratagème pour retrouver sa place de choix au sein du cœur de Mélite. Il envoie à Philandre, par l’intermédiaire de Cliton, un voisin de Mélité d’une grande sympathie mais qui tuerait père et mère pour une poignée de pièce d’or, des lettres d’amour qui auraient été écrites par Mélite. Philandre, empli de la douceur des vers exprimée dans les lettres “de Mélite”,  les montre à Tircis qui sortait d’une entrevue agréable avec celle qu’il considère déjà comme sa promise. Le cocu tombe dans un abyme et se retire chez sa cousine Lisis, qui vient donner à Mélite de fausses alarmes sur sa mort. Elle se pâme à cette nouvelle et, témoignant par là son affection, Lisis la désabuse et fait revenir Tircis qui l’épouse. Eraste, saisi de remords, entre dans un état de folie. Remis en son bon sens par la nourrice de Mélite, dont il apprend qu’elle et Tircis sont vivants, il lui va demander pardon de sa fourbe, et obtient de ces deux amants Cloris, qui ne voulait plus de Philandre après sa légèreté. »
Pierre Corneille rédigea lui-même l’argument :
« Eraste, amoureux de Mélite, la fait connaître à son ami Tircis, et, devenu ensuite jaloux de leur hantise, fait rendre des lettres d’amour supposées, de la part de Mélite, à Philandre, accordé de Cloris, sœur de Tircis. 
Philandre, s’étant résolu, par l’artifice et les persuasions d’Eraste de quitter Cloris pour Mélite montre ces lettres à Tircis.
(en plus clair pour le lecteur d’aujourd’hui : Eraste, amoureux de Mélite, la fait connaître à son ami Tircis, qui s’en éprend à son tour. Eraste, jaloux, monte un stratagème compliqué pour se venger de Tircis : il donne à Philandre, fiancé à Cloris, la sœur de Tircis, de fausses lettres d’amour que Mélite aurait écrites à ce Philandre. Philandre quitte Cloris pour Mélite et montre ces lettres à Tircis.)
Ce pauvre amant tombe en désespoir et se retire chez Lisis, qui vient donner à Mélite de fausses alarmes de sa mort. Elle se pâme à cette nouvelle, et témoignant par là son affection, Lisis la désabuse et fait revenir Tircis qui l’épouse.
Cependant, Cliton ayant vu Mélite pâmée, la croit morte, et en porte la nouvelle à Eraste, aussi bien que la mort de Tircis. Eraste, saisi de remords, entre en folie : et remis en son bon sens par la nourrice de Mélite, dont il apprend qu’elle et Tircis sont vivants, il lui va demander pardon de sa fourbe, et obtient de ces deux amants Cloris, qui ne voulait plus de Philandre après sa légèreté. »

## Examen deMélite
Pierre Corneille rédigea une précieuse critique de sa pièce : 

« La nouveauté de ce genre de comédie, dont il n’y a pas  d’exemple en aucune langue, et le style naïf, qui faisait une peinture de la conversation des honnêtes gens, furent sans doute cause de ce bonheur surprenant qui fit alors tant de bruit. On n’avait jamais vu jusque-là que la comédie fît rire sans personnages ridicules, tels que les valets bouffons, les parasites, les capitaines, les docteurs, etc. Celle-ci faisait son effet par l’humeur enjouée de gens d’une condition au-dessus de ceux qu’on voit dans les comédies de Plaute et de Térence, qui n’étaient que des marchands. 
Avec tout cela j’avoue que l’auditeur fut bien facile à donner son approbation à une pièce dont le nœud n’avait aucune justesse. Eraste y fait contrefaire des lettres de Mélite, et les porter à Philandre. Ce Philandre est bien crédule de se persuader d’être aimé d’une personne qu’il n’a jamais entretenue, dont il ne connait pas l’écriture, et qui lui défend de l’aller voir, cependant qu’elle reçoit la visite d’un autre, avec qui il doit avoir une amitié assez étroite, puisqu’il est accordé à sa sœur. Il fait plus : sur la légèreté d’une croyance si peu raisonnable, il renonce à une affection dont il était assuré et qui était prête d’avoir son effet.
Eraste n’est pas moins ridicule que lui, de s’imaginer que sa fourbe causera cette rupture, qui serait toutefois inutile à son dessin s’il ne savait de certitude que Philandre malgré le secret qu’il lui fait demander par Mélite dans ces fausses lettres, ne manquera pas à les montrer à Tircis ; que cet amant favorisé croira plutôt un caractère qu’il n’a jamais vu, que les assurances d’amour qu’il reçoit tous les jours de sa maitresse, et qu’il rompra avec elle sans lui parler, de peur de s’en éclaircir.
Cette prétention d’Eraste ne pouvait être supportable à moins d’une révélation, et Tircis qui est l’honnête homme de la pièce, n’a pas l’esprit moins léger que les deux autres, de s’abandonner  au désespoir par une même facilité de croyance à la vue de ce caractère inconnu. Les sentiments de douleur qu’il en peut légitimement concevoir, devraient du moins l’emporter à faire quelques reproches à celle dont il se croit trahi, et lui donner par là l’occasion de le désabuser.
La folie d’Eraste n’est pas de meilleurs trempe. Je la condamne dès lors en mon âme ; mais comme c’était un ornement de théâtre qui ne manquait jamais de plaire et se faisait souvent admirer, j’affectais volontiers ces grands égarements, et en tirais un effet que je tiendrai encore admirable en ce temps : c’était la manière dont Eraste fait connaître à Philandre, en le prenant pour Minos la fourbe qu’il lui a faite, et l’erreur où il l’a jeté. Dans tout ce que j’ai fait depuis, je ne pense pas qu’il se rencontre rien de plus adroit pour un dénouement.
Tout le cinquième acte peut passer pour inutile. Tircis et Mélite se sont raccommodés avant qu’il commence, et par conséquent l’action est terminée. Il n’est plus  question que de savoir qui a fait la supposition des lettres et il pouvait l’avoir su de Cloris, à qui Philandre l’avait dit pour se justifier. Il est vrai que cet acte retire Eraste de sa folie; qu’il le réconcilie avec les deux amants ; mais tout cela ne regarde plus qu’une action épisodique, qui ne doit pas amuser le théâtre, quand la principale est finie. Et sur tout ce mariage [Eraste et Cloris] a si peu d’apparence qu’il est aisé de voir qu’on ne le propose que pour satisfaire à la coutume de ce temps là, qui était de marier tout ce qu’on introduisait sur la scène. Il semble même que le personnage de Philandre, qui part avec un ressentiment ridicule, dont on ne craint pas l’effet, ne soit point achevé, et qu’il lui fallait quelque cousine de Mélite ou quelque sœur d’Eraste pour se réunir avec les autres. Mais dès lors je ne m’assujettissais pas tout à fait à cette mode, et je me contentais de faire voir l’assiette de son esprit sans prendre le soin de le pourvoir d’une autre femme. »

## Le texte
L’auteur remania la pièce pour l’édition de 1660 en supprimant les expressions les plus crues.